# Oslofjord
Oslofjord (norveško Oslofjorden, urbano vzhodnonorveško: [ˈʊ̂ʂlʊˌfjuːɳ]) je zaliv na jugovzhodu Norveške, ki se razteza od namišljene črte med svetilnikoma Torbjørnskjær in Færder  in navzdol do Langesunda na jugu do Osla na severu. Je del morskega preliva Skagerrak, ki povezuje Severno morje in morsko območje Kattegat, ki vodi v Baltsko morje. Oslofjord ni fjord v geološkem smislu — v norveščini se izraz fjord lahko nanaša na široko paleto vodnih poti.
Zaliv je razdeljen na notranji (indre) in zunanji (ytre) Oslofjord, ki ju ločuje 17 km dolg in 1 km širok preliv Drøbak. Najbolj notranji del je znan kot Bunnefjorden.

## Ime
V obdobju 1624–1925 je bilo zalivu ime Christianiafjorden, saj je bilo Christiania ime glavnega mesta v tem obdobju. Staro nordijsko ime zaliva je bilo Fold, ki je dalo imena okrožjem Vestfold (okrožje zahodno od Folda) in Østfold (okrožje vzhodno od Folda) — in tudi okrožje Follo.

## Geografija
Vsak od otokov v najbolj notranjem delu zaliva ima svojo identiteto in prepoznavno zgodovino. Med njimi so Hovedøya, Lindøya, Nakholmen, Bleikøya, Gressholmen in Langøyene. Do teh otokov se lahko pride s čolni  iz Aker Bryggea. Hovedøya vsebuje ruševine samostana, Gressholmen je znan zaradi svojih zajcev, Nakholmen, Bleikøya, Lindøya zaradi njihovih udobnih koč ob robu vode in končno Langøyene zaradi možnosti kampiranja in plaže.
Notranji del Oslofjorda ima strma in z gozdom pokrita pobočja gričev, ki se spuščajo proti zalivu.

### Podnebje
Oslofjord ima najvišjo celoletno temperaturo na Norveškem: 7,5 stopinje Celzija. Februar je najhladnejši mesec v zalivu z -1,3 stopinje Celzija, medtem ko ima julij običajno 17,2 stopinje Celzija. Otoki sredi zaliva so med najtoplejšimi na Norveškem z visokimi poletnimi temperaturami in zmernimi zimami. Razmeroma visoke temperature v Oslofjordu omogočajo razcvet različnih rastlin.

## Zgodovina
Najstarejše naselbine na območju okoli Oslofjorda izvirajo iz kamene in bronaste dobe. Tu na vzhodni in zahodni obali so bile izkopane tri najbolje ohranjene vikinške ladje. V zgodovinskih časih je bil ta zaliv znan po današnjem imenu regije, Viken (zaliv).
Oslofjord je bil strateško pomembno vodno telo zaradi svoje bližine Osla. Med drugo svetovno vojno so bile na več točkah njene obale nemške naprave. Ena instalacija v Hovedøyi je zadrževala 1100 vojakov Wehrmachta in kasneje žensk, ki so bile obravnavane kot nacistične sodelavke v Nacionalnem taborišču za internacijo žensk v Hovedøyi.
Norveški slikar Edvard Munch je imel kočo in studio v Åsgårdstrandu ob zalivu in Oslofjord se pojavlja na več njegovih slikah, vključno z Krikom in Dekleta na pomolu.

### Druga svetovna vojna
Zaliv je bil prizorišče ključnega dogodka v nemški invaziji na Norveško aprila 1940, bitke pri prelivu Drøbak. Načrt invazije je predvideval izkrcanje 1000 vojakov, ki bi jih z ladjo prepeljali v Oslo. Polkovnik Eriksen, poveljnik trdnjave Oscarsborg blizu Drøbaka, ki je bila v glavnem vzdrževana v zgodovinske namene, je potopil nemško težko križarko Blücher v Drøbakovi ožini.
Odpor trdnjave je blokiral pot do Osla in s tem zadržal preostanek invazivne skupine dovolj dolgo, da so se norveška kraljeva družina, vlada, parlament in državna zakladnica lahko evakuirali. Tako se Norveška ni nikoli predala Nemcem, s čimer je kvislinška vlada ostala nelegitimna in je Norveški dovolila, da v vojni sodeluje kot zaveznica, ne pa kot pokorena država

## Demografija
Celotno prebivalstvo, ki živi okoli Oslofjorda, vključno z Oslom, je približno 1,96 milijona, skupno prebivalstvo vseh okrožij, ki so okoli zaliva, pa je približno 2,2 milijona.
Več kot 40 % norveškega prebivalstva živi manj kot 45 minut vožnje od Oslofjorda. Oslofjord ima največji promet s trajekti in tovornimi ladjami na Norveškem.
Čeprav Oslofjord vsebuje na stotine naseljenih otokov, večina prebivalcev prebiva na celini.

## Rekreacija
Poleti so po zalivu čolni vseh velikosti, možno pa je voziti kajak, kanu, ribariti in jadrati.
Oslofjord je eno od devetih prizorišč svetovnega prvenstva z motornimi čolni razreda 1.

## Galerija
- Oslofjord iz Holmenkollena.
- Oslofjord iz  Ekeberga proti Oslu.
- Čolni v zalivu leta 2006.
- Oslofjord iz trajekta Oslo-København